# Euproctis dichroa
Euproctis dichroa är en fjärilsart som beskrevs av Felder 1861. Euproctis dichroa ingår i släktet Euproctis och familjen tofsspinnare. Inga underarter finns listade i Catalogue of Life.